# Grup del beril
El grup del beril és un grup de minerals de la classe dels silicats, format per sis minerals ciclosilicats que tenen semblança química al beril. Les espècies que l'integren són: avdeevita, bazzita, beril, johnkoivulaïta, pezzottaïta i stoppaniïta. Totes elles cristal·litzen en el sistema hexagonal excepte la pezzottaïta, que ho fa en el trigonal. Alguns autors també inclouen en aquest grup la indialita, amb fórmula: Mg₂Al₃(AlSi₅O18).
| Espècie        | Fórmula                   |
| -------------- | ------------------------- |
| Avdeevita      | (Na,Cs)(Be₂Li)Al₂(Si₆O18) |
| Bazzita        | Be₃Sc₂(Si₆O18)            |
| Beril          | Be₃Al₂(Si₆O18)            |
| Johnkoivulaïta | Cs[Be₂B]Mg₂Si₆O18         |
| Pezzottaïta    | Cs(Be₂Li)Al₂(Si₆O18)      |
| Stoppaniïta    | Be₃Fe3+ 2(Si₆O18)         |

Segons la classificació de Nickel-Strunz, els minerals del grup del beril pertanyen a "09.CJ - Ciclosilicats amb enllaços senzills de 6 [Si₆O18]12- (sechser-Einfachringe), sense anions complexos aïllats» juntament amb els següents minerals: indialita, cordierita, sekaninaïta, combeïta, imandrita, kazakovita, koashvita, lovozerita, tisinalita, zirsinalita, litvinskita, kapustinita, baratovita, katayamalita, aleksandrovita, dioptasa, kostylevita, petarasita, gerenita-(Y), odintsovita i mathewrogersita.
Als territoris de parla catalana ha estat trobat beril a la Catalunya Nord: Mas Cristina, a Argelers (Rosselló); Mas de les Abelles, a Banyuls de la Marenda (Rosselló); camp de pegmatites de Cotlliure (Rosselló); Castell de Vernet (Conflent); Prats-Balaguer, a Fontpedrosa (Conflent); Sant Martí de Fenollet (Fenolleda); i Vernet (Conflent). A Catalunya només ha estat descrita al Cap de Creus (Alt Empordà).